# NUTS Австрии
Номенклатура территориальных единиц для целей статистики (фр. nomenclature des unités territoriales statistiques, NUTS) — стандарт территориального деления стран для статистических целей. Стандарт был разработан Европейским Союзом (ЕС) и детально охватывает только лишь страны ЕС.

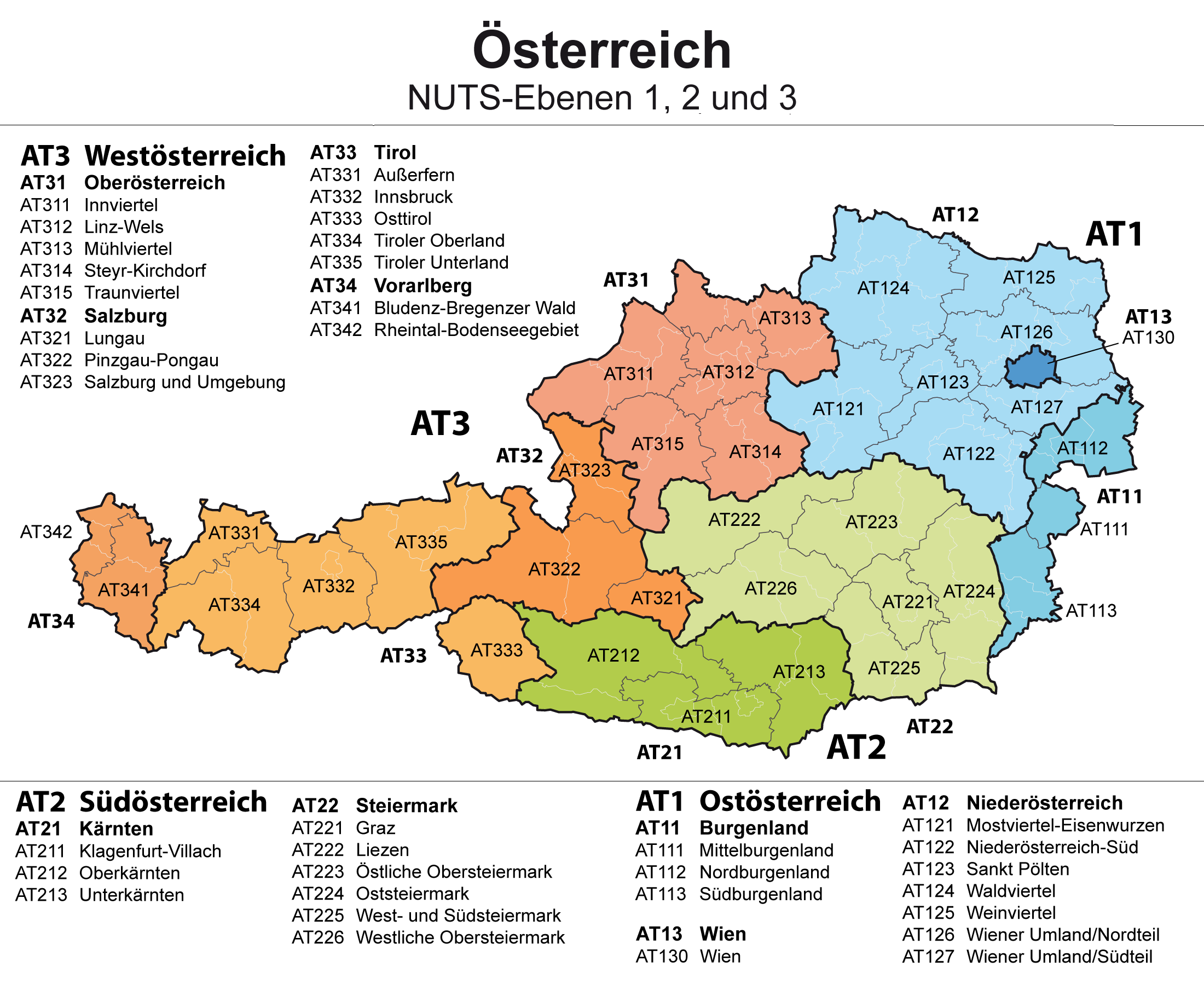
Австрия — NUTS1, NUTS 2 и NUTS 3

NUTS (Nomenclature of Territorial Units for Statistics)-коды Австрии (AT) насчитывают три уровня:
- важные социально-экономические регионы (территориальные единицы NUTS 1 Австрии), определяемые данным стандартом, соответствуют группам федеральных земель Австрийской Республики;
- основные регионы для применения региональной политики (территориальные единицы NUTS 2 Австрии), определяемые данным стандартом, соответствуют административно-территориальным единицам первого порядка — федеральным землям Австрийской Республики;
- малые регионы и большие города (территориальные единицы NUTS 3 Австрии), определяемые данным стандартом, соответствуют административно-территориальным единицам первого порядка — группам политических округов Австрии и их частям.

| Таблица 1. Уровни NUTS-кодов Австрии | Таблица 1. Уровни NUTS-кодов Австрии                           | Таблица 1. Уровни NUTS-кодов Австрии |
| Уровень                              | Структурные подразделения                                      | Количество                           |
| ------------------------------------ | -------------------------------------------------------------- | ------------------------------------ |
| NUTS 1                               | Группы федеральных земель (Gruppen von Bundesländern)          | 3                                    |
| NUTS 2                               | Федеральные земли (Bundesländer)                               | 9                                    |
| NUTS 3                               | Группы политических округов (Gruppen von Politischen Bezirken) | 35                                   |

## NUTS-коды Австрии (AT)

Карты NUTS-регионов Австрии
Австрия — NUTS 1
Австрия — NUTS 2
Австрия — NUTS 3

| Таблица 2. Детализация регионов по NUTS-кодам Австрии | Таблица 2. Детализация регионов по NUTS-кодам Австрии | Таблица 2. Детализация регионов по NUTS-кодам Австрии    | Таблица 2. Детализация регионов по NUTS-кодам Австрии |
| NUTS 1 (NUTS-1 Region)                                | NUTS 2 (NUTS-2 Region)                                | NUTS 3 (NUTS-3 Region)                                   | Округа (Bezirke / Bezirksteile) |
| ----------------------------------------------------- | ----------------------------------------------------- | -------------------------------------------------------- | --- |
| AT1 Восточная Австрия (Ostösterreich)                 | AT11 Бургенланд (Burgenland)                          | AT111 Миттельбургенланд (Mittelburgenland)               | Оберпуллендорф (Bezirk Oberpullendorf) |
| AT1 Восточная Австрия (Ostösterreich)                 | AT11 Бургенланд (Burgenland)                          | AT112 Нордбургенланд (Nordburgenland)                    | Айзенштадт (Штадт) (Eisenstadt), Руст (Штадт) (Rust), Айзенштадт-Умгебунг (Bezirk Eisenstadt-Umgebung), Маттерсбург (Bezirk Mattersburg), Нойзидль-ам-Зе (Bezirk Neusiedl am Se)                                     |
| AT1 Восточная Австрия (Ostösterreich)                 | AT11 Бургенланд (Burgenland)                          | AT113 Зюдбургенланд (Südburgenland)                      | Гюссинг (Bezirk Güssing), Еннерсдорф (Bezirk Jennersdorf), Оберварт (Bezirk Oberwart) |
| AT1 Восточная Австрия (Ostösterreich)                 | AT12 Нижняя Австрия (Niederösterreich)                | AT121 Мостфиртель-Айзенвурцен (Mostviertel-Eisenwurzen)  | Вайдхофен-ан-дер-Ибс (Штадт) (Waidhofen an der Ybbs), Амштеттен (Bezirk Amstetten), Мельк (Bezirk Melk), Шайбс (Bezirk Scheibbs)                                                                                     |
| AT1 Восточная Австрия (Ostösterreich)                 | AT12 Нижняя Австрия (Niederösterreich)                | AT122 Нидерэстеррайх-Зюд (Niederösterreich-Süd)          | Винер-Нойштадт (Штадт) (Wiener Neustadt), Винер-Нойштадт (Bezirk Wiener Neustadt) , Лилиенфельд (Bezirk Lilienfeld), Нойнкирхен (Bezirk Neunkirchen)                                                                 |
| AT1 Восточная Австрия (Ostösterreich)                 | AT12 Нижняя Австрия (Niederösterreich)                | AT123 Санкт-Пёльтен (St. Pölten)                         | Санкт-Пёльтен (Штадт) (Sankt Pölten), Санкт-Пёльтен (Bezirk St. Pölten) |
| AT1 Восточная Австрия (Ostösterreich)                 | AT12 Нижняя Австрия (Niederösterreich)                | AT124 Вальдфиртель (Waldviertel)                         | Кремс-ан-дер-Донау (Штадт) (Krems an der Donau), Вайдхофен-ан-дер-Тайя (Bezirk Waidhofen an der Thaya), Гмюнд (Bezirk Gmünd), Кремс (Bezirk Krems), Хорн (Bezirk Horn), Цветль (Bezirk Zwettl)                       |
| AT1 Восточная Австрия (Ostösterreich)                 | AT12 Нижняя Австрия (Niederösterreich)                | AT125 Вайнфиртель (Weinviertel)                          | Гензерндорф (часть) (Teile des Bezirks Gänserndorf), Мистельбах (часть) (Teile des Bezirks Mistelbach), Холлабрунн (Bezirk Hollabrunn)                                                                               |
| AT1 Восточная Австрия (Ostösterreich)                 | AT12 Нижняя Австрия (Niederösterreich)                | AT126 Винер-Умланд (нордтайль) (Wiener Umland)/Nordteil  | Вин-Умгебунг (часть) (Teile der Bezirke Wien-Umgebung), Гензерндорф (часть) (Teile der Bezirke Gänserndorf), Корнойбург (Bezirk Korneuburg), Мистельбах (часть) (Teile der Bezirke Mistelbach), Тульн (Bezirk Tulln) |
| AT1 Восточная Австрия (Ostösterreich)                 | AT12 Нижняя Австрия (Niederösterreich)                | AT127 Винер-Умланд (зюдтайль) (Wiener Umland)/Südteil    | Баден (Bezirk Baden), Брукк-ан-дер-Лайта (Bezirk Bruck an der Leitha), Вин-Умгебунг (часть) (Teile des Bezirks Wien-Umgebung), Мёдлинг (Bezirk Mödling)                                                              |
| AT1 Восточная Австрия (Ostösterreich)                 | AT13 Вена (Wien)                                      | AT130 Вена (Wien)                                        | Вена (ganz Wien) |
| AT2 Южная Австрия (Südösterreich)                     | AT21 Каринтия (Kärnten)                               | AT211 Клагенфурт-Филлах (Klagenfurt-Villach)             | Клагенфурт-Штадт (Klagenfurt), Филлах-Штадт (Villach), Клагенфурт-Ланд (Bezirk Klagenfurt-Land), Филлах-Ланд (Bezirk Villach-Land)                                                                                   |
| AT2 Южная Австрия (Südösterreich)                     | AT21 Каринтия (Kärnten)                               | AT212 Верхняя Каринтия (Oberkärnten)                     | Фельдкирхен (Bezirk Feldkirchen), Хермагор (Bezirk Hermagor), Шпитталь-ан-дер-Драу (Bezirk Spittal an der Drau) |
| AT2 Южная Австрия (Südösterreich)                     | AT21 Каринтия (Kärnten)                               | AT213 Нижняя Каринтия (Unterkärnten)                     | Вольфсберг (Bezirk Wolfsberg), Санкт-Файт-ан-дер-Глан (Bezirk Sankt Veit an der Glan), Фёлькермаркт (Bezirk Völkermarkt)                                                                                             |
| AT2 Южная Австрия (Südösterreich)                     | AT22 Штирия (Steiermark)                              | AT221 Грац (Graz)                                        | Грац (Штадт) (Graz), Грац-Умгебунг (Bezirk Graz-Umgebung) |
| AT2 Южная Австрия (Südösterreich)                     | AT22 Штирия (Steiermark)                              | AT222 Лицен (Liezen)                                     | Лицен (Bezirk Liezen) |
| AT2 Южная Австрия (Südösterreich)                     | AT22 Штирия (Steiermark)                              | AT223 Восточная Верхняя Штирия (Östliche Obersteiermark) | Брукк-Мюрццушлаг (Bezirk Bruck-Mürzzuschlag), Леобен (Bezirk Leoben) |
| AT2 Южная Австрия (Südösterreich)                     | AT22 Штирия (Steiermark)                              | AT224 Остштайермарк (Oststeiermark)                      | Вайц (Bezirk Weiz), Зюдостштайермарк (Bezirk Südoststeiermark), Хартберг-Фюрстенфельд (Bezirk Hartberg-Fürstenfeld)                                                                                                  |
| AT2 Южная Австрия (Südösterreich)                     | AT22 Штирия (Steiermark)                              | AT225 Западная и Южная Штирия (West- und Südsteiermark)  | Дойчландсберг (Bezirk Deutschlandsberg), Лайбниц (Bezirk Leibnitz), Фойтсберг (Bezirk Voitsberg) |
| AT2 Южная Австрия (Südösterreich)                     | AT22 Штирия (Steiermark)                              | AT226 Западная Верхняя Штирия (Westliche Obersteiermark) | Мурау (Bezirk Murau), Мурталь (Bezirk Murtal) |
| AT3 Западная Австрия (Westösterreich)                 | AT31 Верхняя Австрия (Oberösterreich)                 | AT311 Иннфиртель (Innviertel)                            | Браунау-ам-Инн (Bezirk Braunau am Inn), Грискирхен (Bezirk Grieskirchen), Рид-им-Иннкрайс (Bezirk Ried im Innkreis), Шердинг (Bezirk Schärding)                                                                      |
| AT3 Западная Австрия (Westösterreich)                 | AT31 Верхняя Австрия (Oberösterreich)                 | AT312 Линц-Вельс (Linz-Wels)                             | Вельс (Штадт) (Wels), Линц (Штадт) (Linz), Вельс-Ланд (Bezirk Wels-Land), Линц-Ланд (Bezirk Linz-Land), Урфар-Умгебунг (часть) (Teile des Bezirks Urfahr-Umgebung), Эфердинг (Bezirk Eferding)                       |
| AT3 Западная Австрия (Westösterreich)                 | AT31 Верхняя Австрия (Oberösterreich)                 | AT313 Мюльфиртель (Mühlviertel)                          | Перг (Bezirk Perg), Рорбах (Bezirk Rohrbach), Урфар-Умгебунг (часть) (Teile des Bezirks Urfahr-Umgebung), Фрайштадт (Bezirk Freistadt)                                                                               |
| AT3 Западная Австрия (Westösterreich)                 | AT31 Верхняя Австрия (Oberösterreich)                 | AT314 Штайр-Кирхдорф (Steyr-Kirchdorf)                   | Штайр (Штадт) (Steyr), Кирхдорф-ан-дер-Кремс (Bezirk Kirchdorf an der Krems), Штайр-Ланд (Bezirk Steyr-Land) |
| AT3 Западная Австрия (Westösterreich)                 | AT31 Верхняя Австрия (Oberösterreich)                 | AT315 Траунфиртель (Traunviertel)                        | Гмунден (Bezirk Gmunden), Фёклабрукк (Bezirk Vöcklabruck) |
| AT3 Западная Австрия (Westösterreich)                 | AT32 Зальцбург (Salzburg)                             | AT321 Лунгау (Lungau)                                    | Тамсвег (Bezirk Tamsweg) |
| AT3 Западная Австрия (Westösterreich)                 | AT32 Зальцбург (Salzburg)                             | AT322 Пинцгау-Понгау (Pinzgau-Pongau)                    | Санкт-Иоганн-им-Понгау (Bezirk Sankt Johann im Pongau), Целль-ам-Зе (Bezirk Zell am See) |
| AT3 Западная Австрия (Westösterreich)                 | AT32 Зальцбург (Salzburg)                             | AT323 Зальцбург-унд-Умгебунг (Salzburg und Umgebung)     | Зальцбург (Штадт) (Salzburg), Зальцбург-Умгебунг (Bezirk Salzburg-Umgebung) (Flachgau), Халлайн (Bezirk Hallein) (Tennengau)                                                                                         |
| AT3 Западная Австрия (Westösterreich)                 | AT33 Тироль (Tirol)                                   | AT331 Аусерферн (Außerfern)                              | Ройтте (Bezirk Reutte) |
| AT3 Западная Австрия (Westösterreich)                 | AT33 Тироль (Tirol)                                   | AT332 Инсбрук (Innsbruck)                                | Инсбрук-Штадт (Innsbruck), Инсбрук-Ланд (Bezirk Innsbruck-Land) |
| AT3 Западная Австрия (Westösterreich)                 | AT33 Тироль (Tirol)                                   | AT333 Осттироль (Osttirol)                               | Лиенц (Bezirk Lienz) |
| AT3 Западная Австрия (Westösterreich)                 | AT33 Тироль (Tirol)                                   | AT334 Тиролер-Оберланд (Tiroler Oberland)                | Имст (Bezirk Imst), Ландэкк (Bezirk Landeck) |
| AT3 Западная Австрия (Westösterreich)                 | AT33 Тироль (Tirol)                                   | AT335 Тиролер-Унтерланд (Tiroler Unterland)              | Кицбюэль (Bezirk Kitzbühel), Куфштайн (Bezirk Kufstein), Швац (Bezirk Schwaz) |
| AT3 Западная Австрия (Westösterreich)                 | AT34 Форарльберг (Vorarlberg)                         | AT341 Блуденц-Брегенцервальд (Bludenz-Bregenzer Wald)    | Блуденц (Bezirk Bludenz), Брегенц (часть) (Teile des Bezirks Bregenz) |
| AT3 Западная Австрия (Westösterreich)                 | AT34 Форарльберг (Vorarlberg)                         | AT342 Райнталь-Бодензегебит (Rheintal-Bodenseegebiet)    | Брегенц (часть) (Teile des Bezirks Bregenz), Дорнбирн (Bezirk Dornbirn), Фельдкирх (Bezirk Feldkirch) |

## Локальные (местные) административные единицы
Ранее существовавшие уровни NUTS 4 и NUTS 5 со вступлением в силу в июле 2003 года Правил были переименованы соответственно в LAU 1 и LAU 2 (Местные административные единицы). Теперь эти уровни не являются обязательными, а являются лишь только статистическим дополнением к NUTS системе.
В Австрии локальные (местные) административные единицы:
LAU 1 — это сообщества политических округов и штатутарштадтов, приравненных к уровню NUTS 3;
LAU 2 — это политические общины.
| Таблица 3. Уровни LAU-кодов Австрии | Таблица 3. Уровни LAU-кодов Австрии | Таблица 3. Уровни LAU-кодов Австрии |
| Уровень                             | Структурные подразделения           | Количество                          |
| ----------------------------------- | ----------------------------------- | ----------------------------------- |
| LAU 1                               | — (так, как NUTS 3)                 | 35                                  |
| LAU 2                               | Общины (Gemeinden)                  | 2100                                |

- Список всех общин с их идентификационными кодами по землям Архивная копия от 10 апреля 2007 на Wayback Machine  (нем.)

## Внешние ссылки
- NUTS-Codes laut Statistik Austria Архивная копия от 5 марта 2016 на Wayback Machine  (нем.)

## Лицензия
- Лицензия Архивная копия от 19 января 2016 на Wayback Machine: Namensnennung 3.0 Österreich (CC BY 3.0 AT)  (нем.)